# La vergine della valle
La vergine della valle (White Feather) è un film del 1955 diretto da Robert D. Webb.
È un film western statunitense a sfondo storico (la trama, sebbene romanzata e con diversi elementi di fantasia, si basa su un evento reale, la missione di pace dalla cavalleria degli Stati Uniti con gli indiani Cheyenne nel Wyoming negli anni 1870). Vede come interpreti Robert Wagner, Jeffrey Hunter e John Lund.

## Trama
Il governo di Washington inizia le trattative coi capi delle tribù indiane che occupano il territorio dello stato del Wyoming per indurli a sgomberare le proprie terre per far posto ai coloni. A tale scopo, viene inviato un giovane geologo (Robert Wagner). Mentre i capi di quasi tutte le tribù preferirebbero la guerra all'accettazione di un trattato, Mano Rotta, vecchio capo dei Cheyenne, si dimostra contrario. Ma incontra la resistenza del figlio (Jeffrey Hunter), che preferisce morire combattendo.

## Produzione
Il film, diretto da Robert D. Webb su una sceneggiatura di Delmer Daves e Leo Townsend con il soggetto di John Prebble, fu prodotto da Robert L. Jacks per la Panoramic Productions e girato a Durango in Messico dal 19 luglio 1954 al settembre del 1954.

## Distribuzione
Il film fu distribuito con il titolo White Feather negli Stati Uniti dal 15 febbraio 1955 al cinema dalla Twentieth Century Fox Film Corporation.
Alcune delle uscite internazionali sono state:
- in Svezia il 13 maggio 1955 (Den vita fjädern)
- in Germania Ovest nel giugno del 1955 (Die weiße Feder)
- in Messico il 16 giugno 1955 (La ley del bravo)
- in Giappone il 26 luglio 1955
- in Danimarca il 29 luglio 1955 (Præriens ensomme rytter)
- in Belgio il 19 agosto 1955
- in Finlandia il 13 gennaio 1956 (Valkoinen sulka)
- in Portogallo il 16 febbraio 1956 (A Pena Branca)
- in Austria (Die weiße Feder)
- in Brasile (A Lei do Bravo)
- in Jugoslavia (Belo pero)
- in Belgio (De laatste cheyenne)
- in Grecia (Enantion theon kai daimonon)
- in Ungheria (Fehér toll)
- in Francia (La plume blanche)
- in Spagna (Pluma blanca)
- in Italia (La vergine della valle)